# قارابورون (مقاطعة)
كارابورون هي منطقة سكنية صغيرة تقع في محافظة أزمير في تركيا.
ويحدّها أورلا في جنوب المنطقة ؛ ويقع بحر إيجة في الغرب والشمال والشرق المنطقة هي شبه جزيرة صغير وهي أصغر مقاطعة من حيث عدد السكان.

## الاقتصاد
منتجاتها التجارية الرئيسية هي الخرشوف والعنب وزهرة النرجس والرمان والحمضيات واللوز.
وتحتوي على زيتون النخيل والجبن الكوبي ، والتي يمكن وصفها بأنها محلية وكذلك في المنطقة ، يقوم القرويون بالصيد من خلال الشبكة أو خط الصيد.
من الشائع جدًا اصطياد البوري ، وهو أحد أنواع الأسماك المتنقلة
وصيد البوري في شهري أغسطس وسبتمبر مثمر. بالإضافة إلى ذلك ، يتم صيد الحبار ، والشعاب المرجانية ، والصيد شائع مع القوارب الصغيرة.

## الثقافة

### السياحة
على الرغم من أن لديها جميع مقومات السياحة لقضاء العطلات بسبب ثرائها الطبيعي ، إلا أنها في حالة يمكن أن يطلق عليها منعزلة للسياح.
ويظهر العامل الأكبر في ذلك أن لها طرق متعرجة وضيقة للغاية.
و بالطبع ، يجلب هذا الساحل البارز العديد من الخلجان الكبيرة والصغيرة إلى جانب الانحناءات.
على الرغم من أن السياحة هي في الغالب منتجع ، إلا أن مئات الزهور التي تتفتح في الربيع تجذب هواة الهواء النقي والطبيعة.
وتعد منطقة كارابورون واحدة من نقاط الزيارة التي لا غنى عنها للسياح المحليين ، وبشكل خاص للتصوير الفوتوغرافي للفراشات والزهور والرحلات.
ويُمكن استئجار القوارب أو عن طريق القوارب المحلية الخاصة. لا توجد مرافق سياحية في الجزيرة ، وهناك منارة في الطرف الشمالي فقط.
وهناك أيضا قطيع صغير من الماعز في الجزيرة. بسبب وجود الماعز والظروف الجوية القاسية ، لا تنمو الأشجار في الجزيرة ، فقط أنواع النباتات من نوع خاص إلى الجنوب من الجزيرة يوجد خليج صغير وشاطئ محميان من المحور.ويوجد فيها 3 فنادق سياحية وكذلك يُمكن استئجار البيوت الصغيرة لقضاء العطلات فيها

## البنية التحتية
يتم توفير وسائل النقل من خلال حافلات المنطقة المتوسطة المغادرة من منطقة كارابالار في إزمير.